# Kim Dae-ho
Kim Dae-ho (hangul: 김대호), född 15 maj 1988, är en sydkoreansk fotbollsspelare. Han spelar för Pohang Steelers i K League Classic och har tidigare spelat för Sydkoreas landslag.